# Cendrieux
Cendrieux is een plaats en voormalige gemeente in het Franse departement Dordogne in de regio Nouvelle-Aquitaine. De gemeente maakt deel uit van het arrondissement Périgueux.

## Geschiedenis
De gemeente is op 1 januari 2017 gefuseerd met Sainte-Alvère-Saint-Laurent Les Bâtons, dat een jaar eerder ontstaan was door een fusie van de gemeenten Sainte-Alvère en Saint-Laurent-des-Bâtons, tot de commune nouvelle Val de Louyre et Caudeau.

## Geografie
De oppervlakte van Cendrieux bedraagt 31,1 km², de bevolkingsdichtheid is 16,5 inwoners per km².
De onderstaande kaart toont de ligging van Cendrieux met de belangrijkste infrastructuur en aangrenzende gemeenten.

## Demografie
Onderstaande figuur toont het verloop van het inwonertal.

## Bezienswaardigheden
- Musée Napoléon
- Kasteel van Pommerie

Cendrieux · Saint-Laurent-des-Bâtons · Sainte-Alvère